# Alfa Romeo 33 Stradale
Alfa Romeo 33 Stradale — середньомоторний спортивний автомобіль, що вироблявся італійською компанією Alfa Romeo, дорожня версія серії гоночних автомобілів Alfa Romeo Tipo 33. «Stradale» (що по-італійськи означає «вулична») - найменування, яке часто використовувалося італійськими автовиробниками для версій (найчастіше, дефорсованих або сильно модифікованих) спортивних автомобілів, придатних для використання на дорогах загального користування. Автомобіль був представлений публіці на виставці спортивних автомобілів в Монці, Італія, у вересні 1967 року. Всього було побудовано 16 машин. Прототип (номер кузова 750.33.01) була продана приватній Галереї Abarth в Японії, репліка Stradale з кузовом з магнієвого сплаву (номер кузова 105.33.12), побудована в кінці 1970-х і п'ять концепт-карів зараз належать музею Alfa Romeo. У списку «100 найсексуальніших автомобілів всіх часів» журналу Top Gear Alfa Romeo 33 Stradale була представлена на 15-му місці.
33 Stradale зі здвоєними передніми фарами знімалася у фільмі «Прекрасний листопад» (італ. Un bellissimo novembre).

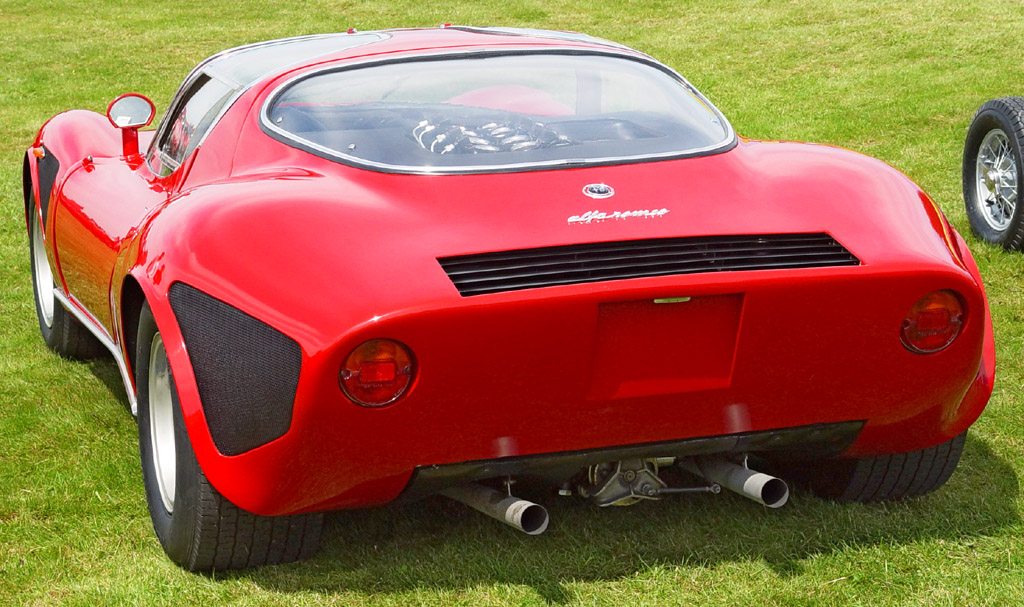

У 1968 році, коли автомобіль надійшов у продаж, його ціна (17.000 доларів США) була максимальною з усіх продавалися в той рік машин і в 6 разів вище середньоринкової ціни на нове авто.

## Особливості
33 Stradale була першою серійною машиною з дверима типу «крила метелика». Також можна відзначити бічні вікна, які, згинаючись, заходили на дах. Автомобіль мав алюмінієвий кузов на просторовій рамі з алюмінієвих труб. Як наслідок ручної збірки, всі випущені екземпляри мають відмінності один від одного в деталях. Наприклад, ранні машини мали здвоєні фари головного освітлення, які пізніше поступилися місцем одиноким. Положення склоочисника, і їх кількість - інша ознака, що дозволяє відрізняти різні екземпляри. Крім того, на пізніх версіях з'явилися вентиляційні повітроводи для охолодження гальм як за передніми, так і за задніми колесами.
Двигун з гоночного «родоводу» не мав відношення до двигунів масових автомобілів Alfa Romeo. Він був розроблений гоночним інженером Карло Кіті, діаметр циліндра становив 78 мм, хід поршня - 52,2 мм, оснащувався системою мастила з сухим картером. Алюмінієвий V8 об'ємом 1,995 см3 оснащувався уприскуванням палива SPICA, 4 котушками запалювання і 16 свічками. Система газорозподілу мала 4 вала, що приводяться ланцюгом, максимальні оберти становили 10 000 об/хв. Потужність двигуна - 230 к.с. (172 кВт) при 8800 об/хв в дорожньому і 270 к.с. (201 кВт) в гоночному виконанні. Ступінь стиснення - 10.5:1. Знову ж таки, внаслідок ручного складання кожного примірника, потужність двигуна, обороти її досягнення і інші характеристики змінювалися в залежності від екземпляра. Наприклад, перша серійна Stradale (№ 750.33.101) згідно заводським характеристикам мала потужність 243 к.с. (181 кВт) при 9,400 об/хв з «вуличною» вихлопною системою і 254 к.с. (189 кВт) - з прямоточним вихлопом.
Коробка передач - 6-ступінчаста Transaxle, розроблена Валеріо Колотто (Valerio Colotti). Колеса - з магнієвого сплаву, діаметром 13", виробництва Campagnolo, гальма - дискові, виробництва Girling, на всіх колесах. При діаметрі коліс всього 13 ", ширина передніх коліс становила 8", задніх - 9". Підвіска, як було прийнято на гоночних автомобілях 1960-х років, на подвійних поперечних важелях спереду і подвійних поздовжніх - ззаду, зі стабілізаторами поперечної стійкості.
Незважаючи на те, що 33 Stradale - дорожній автомобіль, деякі його особливості, такі як відсутні дверні замки і дуже маленький дорожній просвіт, роблять щоденне використання скрутним.